# Bibliothèque sociologique
Bibliothèque sociologique (französisch; deutsch: ‚Soziologische Bibliothek‘) ist eine von Pierre-Victor Stock (1861–1943) herausgegebene französische Buchreihe mit theoretischen Texten von Michail Alexandrowitsch Bakunin (1814–1876), Peter Kropotkin (1842–1921), Leo Tolstoi (1828–1910), Charles Malato (1857–1938), Ernest Cœurderoy (1825–1862), Sébastien Faure (1858–1942), Augustin Hamon (1862–1945), Jean Grave (1854–1939), Louise Michel (1830–1905) und anderen. Sie erschien in Paris in den Jahren 1892 bis 1913 bei Stock bzw. Tresse & Stock.

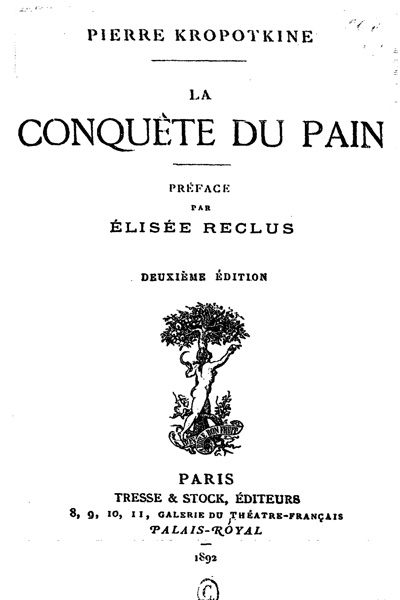
La conquête du pain (Titelseite der 2. Auflage des Buches)

In der Buchreihe erschienen bedeutende Werke des politischen Anarchismus, z. B. in ihrer ersten Nummer Kropotkins Die Eroberung des Brotes (La Conquête du pain, 1892) und in der letzten (Nr. 49) Kropotkins Moderne Wissenschaft und Anarchismus (La Science moderne et l’Anarchie, 1913).
Viele der Bücher wurden später neu aufgelegt, teils mehrfach, zum Teil unter anderen Titeln, auch in anderen Verlagen.

## Übersicht
Überwiegend nach: cgecaf.ficedl.info (mit einigen zusätzlichen Angaben)
- 1. Kropotkine, Pierre (1842–1921): La Conquête du pain (Die Eroberung des Brotes); préf. Élisée Reclus. 1892.

- 2. Grave, Jean (1854–1939): La Société mourante et l’anarchie (Die sterbende Gesellschaft und die Anarchie) / préf. Octave Mirbeau. 1893.[2]

- 3. Malato, Charles (1857–1938): De la Commune à l’anarchie (Kommune und Anarchie). 1894.

- 4. Bakounine, Michel (1814–1876): Œuvres : tome I / préf. Max Nettlau. 1895.
  - Inhalt : Fédéralisme, socialisme et antithéologisme (Föderalismus, Sozialismus, Antitheologismus); Lettres sur le patriotisme (Briefe über den Patriotismus) (« Aux Compagnons de l’Association Internationale des Travailleurs du Locle et de la Chaux-de-Fonds ») ; Dieu et l’État (Gott und der Staat).

- 5. Mackay, John Henry (1864–1933). — Anarchistes : mœurs du jour : [roman] (Die Anarchisten) / trad. Louis de Hessem. 1892.

- 6. Hamon, Augustin (1862–1945): Psychologie de l’anarchiste-socialiste (Die Psychologie des Anarcho-Sozialisten). 1895.

- 7. Sautarel, Jacques (1870–…): Philosophie du déterminisme ; Réflexions sociales (Philosophie des Determinismus: soziale Betrachtungen). 1896.

- 8. Grave, Jean (1854–1939): La Société future (Die zukünftige Gesellschaft). 1895.

- 9. Kropotkine, Pierre (1842–1921): L’Anarchie, sa philosophie, son idéal (Anarchie: Philosophie und Ideale): conférence qui devait être faite le 6 mars 1896 dans la salle du Tivoli-Vauxhall, à Paris. 1896 [juin ?].

- 10. Grave, Jean (1854–1939): La Grande famille : roman militaire (Große Familie). 1896.

- 11. Hamon, Augustin (1862–1945): Le Socialisme et le Congrès de Londres : étude historique (Sozialismus und der Kongress von London: historische Untersuchung). 1897

- 12. Malato, Charles (1857–1938): Les Joyeusetés de l’exil (Die Freuden des Exils). 1897.

- 13. Lacour, Léopold (1854–1939): Humanisme intégral : le duel des sexes, la cité future (Integraler Humanismus: das Duell der Geschlechter, die Stadt der Zukunft). 1897.

- 14. Darien, Georges (1862–1921): Biribi : armée d’Afrique. 1898.

- 15. Domela Nieuwenhuis, Ferdinand (1846–1919): Le Socialisme en danger (Sozialismus in Gefahr) / préf. Élisée Reclus. 1897.

- 16. Malato, Charles (1857–1938): Philosophie de l’anarchie : 1888–1897 (Philosophie der Anarchie: 1888–1897). 1897.

- 17. Tarrida del Marmol, Fernando (1861–1915): Les Inquisiteurs d’Espagne : Montjuich, Cuba, Philippines (Die Inquisitoren Spaniens: Montjuich, Kuba, Philippinen) / préf. Malato, Charles. 1897. – Digitalisat

- 18. Grave, Jean (1854–1939): L’Individu et la société (Individuum und Gesellschaft). 1897. – Digitalisat

- 19. Reclus, Élisée (1830–1905): L’Évolution, la révolution et l’idéal anarchique. 1897.

- 20. Descaves, Lucien (1861–1949): Soupes : nouvelles. 1898.

- 21. Malato, Charles (1857–1938): L’Homme nouveau (Der neue Mensch). 1898.

- 22. Michel, Louise (1830–1905): La Commune (Die Kommune). Ca. 1898

- 23 Dubois-Desaulle, Gaston (1875–1903): Sous la casaque : notes d’un soldat. 1899.

- 24. Ferrero, Guglielmo: Le Militarisme et la société moderne (Miletarismus und moderne Gesellschaft) / trad. de l’italien Nino Samaja (1876–1959). 3e éd. 1899.

- 25 Rizal, José (1861–1896): Au pays des moines : noli me tangere, roman tagal. 1899.

- 26. Charles-Albert (1869–1957): L’Amour libre (Die freie Liebe). 1898.

- 27. Grave, Jean (1854–1939): L’Anarchie : son but, ses moyens (Die Anarchie: ihr Ziel, ihre Mittel). — 4enéd. 1899.

- 28. Stirner, Max (1806–1856): L’Unique et sa propriété (Der Einzige und sein Eigenthum) / trad., préf. Robert L. Reclaire. [1899].

- 29. Cornelissen, Christian (1864–1942): En marche vers la société nouvelle : principes, tendances et tactiques de la lutte de classes (Auf dem Weg zur neuen Gesellschaft). 1900.

- 30. Tolstoï, Léon (1828–1910): Les Rayons de l’Aube : dernières études philosophiques / trad. J.-Wladimir Bienstock (1868–1933). 1901. (Digitalisat)

- 31. Tolstoï, Léon (1828–1910): Paroles d’un homme libre (Worte eines freien Menschen) / trad. Bienstock, J. Wladimir (1868–1933). 1901.

- 32. J. Wladimir Bienstock (1868–1933): Tolstoï et les Doukhobors : faits historiques (Tolstoi und die Duchoborzen) / trad. et éd. J. W. Bienstock. 1902. – Birukoff, Paul (1860–1931); Tchertkoff, Vladimir (1884–1936) ; Tolstoï, Léon (1828–1910)

- 33. Tailhade, Laurent (1854–1919): Discours civiques : 4 nivose an 109-19 brumaire an 110 / portrait Félix Vallotton (1865–1925). 1902.

- (?) Grave, Jean (1854–1939): Malfaiteurs ! : roman. 1903.[3]

- 34. Proscrit, un [Frédéric Stackelberg]: L’Inévitable révolution. 1903.
  - Appendices : « Déclaration des droits de l’homme et du citoyen proposée » / Maximilien Robespierre. « Pensées » / Marat. « Loi de 1792 sur le divorce ». « Principaux articles de la Constitution de 1793 ». « Manifeste des Égaux ». « Doctrine » / Babeuf. « Pacte fondamental de l’Internationale des travailleurs ». « Aux Communeux ». « Le programme du Parti ouvrier français ». « Déclaration des anarchistes accusés devant le tribunal correctionnel de Lyon » (1883). « Programme de la Démocratie socialiste allemande élaboré à Erfurt en 1891 ». « Liste civile des principaux rois, empereurs et autres gouvernants de marque ».
    - Gracchus Babeuf (1760–1797) ; Jean-Paul Marat (1743–1793) ; Proscrit, un (Frédéric Stackelberg) ; Maximilien de Robespierre (1758–1794) ; Frédéric Stackelberg (1852–1934)

- 35. Faure, Sébastien (1858–1942): La Douleur universelle : philosophie libertaire / préf. Émile Gautier. 1904.

- 36. Hamon, Augustin (1862–1945): Psychologie du militaire professionnel. 1904.

- 37. Chatterton Hill, Georges (1883–1947): La Physiologie morale. 1904.

- 38. Bakounine, Michel (1814–1876) : Œuvres : tome II / éd., préf. Guillaume, James (1844–1916). 1907.
  - Inhalt : Les Ours de Berne et l’ours de Saint-Petersbourg (1870) (Die Berner Bären und der Bär von Petersburg); Lettres à un Français sur la crise actuelle (sept. 1870) (Briefe an einen Franzosen über die aktuelle Krise); L’Empire knouto-germanique et la révolution sociale (1870–1871) (Das knutogermanische Kaiserreich und die soziale Revolution).

- 39. Bakounine, Michel (1814–1876): Œuvres : tome III / éd. James Guillaume (1844–1916). 1908.
  - Inhalt: L’Empire kounot-germanique et la révolution sociale : seconde livraison (1871) (Das Knuto-germanische Kaiserreich und die soziale Revolution. Zweites Buch); Appendice (1870) (Anhang); Considérations philosophiques sur le fantôme divin, sur le monde réel et sur l’homme (Philosophische Betrachtungen: über das Gottesphantom, über die wirkliche Welt und über den Menschen).

- 40. Schwitzguebel, Adhémar (1844–1895) : Quelques écrits / préf. James Guillaume (1844–1916). 1908.

- 41. Grave, Jean (1854–1939): Réformes, révolution. 1910.

- 42. Bakounine, Michel (1814–1876): Œuvres : tome IV / éd. Guillaume, James (1844–1916). 1910.
  - Inhalt : Lettre à un français (1870) : suite, manuscrit de 114 p. écrit à Marseille (1870) (Briefe an einen Franzosen); Lettre à Esquiros (1870) ; Préambule pour la seconde livraison de L’Empire Knouto-germanique (1871) ; Avertissement pour L’Empire Knouto-germanique (1871) ; Lettre à La Liberté de Bruxelles ( 1871) ; Fragment formant une suite de l’Empire Knouto-germanique.

- 43. Bakounine, Michel (1814–1876): Œuvres : tome V / éd. James Guillaume (1844–1916). 1911. Inhalt: Articles écrits pour le journal L’Égalité, 1868–1869 ; Lettre adressée au citoyen rédacteur du Réveil, octobre 1869 ; Trois conférences aux ouvriers du Val de Saint-Imier, mai 1871.

- 44. Cœurderoy, Ernest (1825–1862): Œuvres : tome 1, jours d’exil (Werke: Band 1, Tage des Exils): première partie, 1849–1851. 1910.

- 45. Cœurderoy, Ernest (1825–1862): Œuvres : tome 2, jours d’exil (Werke: Band 2, Tage des Exils): deuxième partie, 1853–1854. 1911.

- 46 Cœurderoy, Ernest (1825–1862): Oeuvres : tome 3, jours d’exil (Werke: Band 3, Tage des Exils): troisième et dernière partie, 1854–1855. 1911
  - « Notice biographique par Max Mettlau (1878–1904), 1er novembre 1910. »

- 47. Bakounine, Michel (1814–1876): Œuvres : tome VI / éd. Guillaume, James (1844–1916). 1913.
  - Inhalt: Protestation de l’Alliance (juil. 1871) (Protest der Allianz); Réponse d’un international à Mazzini (juil. 1871) (Antwort eines Mitglieds der Internationale an Mazzini); Lettre à la section de l’Alliance de Genève (aout 1871) ; Rapport sur l’Alliance (juil.–aout 1871) ; Réponse à Unita italiana (sept.–oct. 1871) ; Circulaire à mes amis d’Italie à l’occasion du Congrès de Rome (oct. 1871) ; Appendice : un feuillet retrouvé (1879) / Michel Bakounine. Appendice : L’internationale et Mazzini / Saverio Friscia.

- 48. Marx, Karl (1818–1883); Cafiero, Carlo (1846–1892) (éd.): Abrégé du Capital de Marx (Kurzversion des Kapitals von Marx) / trad., préf. James Guillaume. 1910.

- 49. Kropotkine, Pierre (1842–1921): La Science moderne et l’anarchie (Moderne Wissenschaft und Anarchismus). 1913.

- (?) Lorulot, André (1885–1963): Crime et société : essai de criminologie sociale / préf. docteur Paul-Maurice Legrain (1860–1939) ; lettre d’introd. docteur Raphaël Dubois (1849–1929). Paris: Delamain, Boutelleau et Cie [Stock], 1923.[4]